# Lora (boisson)
Pour les articles homonymes, voir Lora.
La lora ou « boisson des esclaves » (serva potio) était durant l'Antiquité un vin de mauvaise qualité.

## Élaboration
Il était obtenu par une deuxième macération du moût délayé dans de l'eau et devait durer jusqu'au solstice d'hiver. Dès que le raisin était pressé, cette boisson était proposée aux vendangeurs.